# Троизи, Массимо
Ма́ссимо Троизи (итал. Massimo Troisi; 19 февраля 1953 — 4 июня 1994) — итальянский актёр, сценарист, режиссёр.

## Биографическая справка
Начал актёрскую карьеру в 15 лет в Centro Teatro Spazio. Широкую известность получил в период между 1976 и 1979 годами участием в телевизионных программах «Non Stop» и «Луна-парк». Первый игровой фильм — «Начну с трёх» (1981 год). За творческую деятельность около 20 раз был номинирован на самые престижные кинопремии, 9 раз добивался победы (в том числе и посмертно).

В детстве перенёс заболевание, которое стало причиной хронической болезни сердца. От предписанной врачами операции по пересадке донорского органа отказался. Скончался от сердечного приступа через 12 часов после окончания съёмок фильма «Почтальон» в возрасте 41 года. Режиссёр Майкл Рэдфорд вспоминает: 
Я видел, что Массимо работает из последних сил, но он отказывался уходить с площадки. Мы сделали так, чтобы он работал не больше двух часов в день, снимали с ним только диалоги и крупный план. Все велосипедные сцены — это дублёр. В последний день съёмок Массимо пришел ко мне очень бледный, пожал руку. И через двенадцать часов умер.

## Фильмография

### Актёр
- 1981 — Начну с трёх / Ricomincio da tre — Гаэтано
- 1982 — / Scusate il ritardo
- 1982 — / No grazie, il caffè mi rende nervoso
- 1983 — / 'F.F.S.S.', cioè:… che mi hai portato a fare sopra a Posillipo se non mi vuoi più bene?
- 1985 — Остаётся только плакать / Non ci resta che piangere — Марио
- 1987 — Отель «Колониаль» / Hotel Colonial — Вернер
- 1987 — / Le vie del Signore sono finite
- 1989 — Сплендор / Splendor — Луиджи
- 1989 — Который час? / Che ora è? — Микеле (сын)
- 1990 — Путешествие капитана Фракасса / Il viaggio di Capitan Fracassa — Пульчинелла
- 1991 — Мне казалось, что это любовь / Pensavo fosse amore invece era un calesse — Томмазо
- 1994 — Почтальон / Il postino — Марио Руопполо

### Сценарист
- 1981 — Начну с трёх
- 1982 — Scusate il ritardo
- 1982 — No grazie, il caffè mi rende nervoso
- 1985 — Остаётся только плакать
- 1987 — Le vie del Signore sono finite
- 1991 — Мне казалось, что это любовь
- 1994 — Почтальон

### Режиссёр
- 1981 — Начну с трёх
- 1982 — Scusate il ritardo
- 1985 — Остаётся только плакать
- 1987 — Le vie del Signore sono finite
- 1991 — Мне казалось, что это любовь

## Награды и номинации
- Венецианский кинофестиваль, 1989

Победитель: Кубок Вольпи за лучшую мужскую роль (совместно с Марчелло Мастроянни, «Который час?»), Премия Пазинетти за лучшую работу актёра (Микеле, «Который час?»)
- Британская академия, 1995

Номинации: «лучшая мужская роль» («Почтальон»), «лучший адаптированный сценарий» («Почтальон» — совместно с Анной Павиньяно, Майклом Редфордом, Фурио и Джакомо Скарпелли, — по роману Антонио Скарметы)
- «Оскар», 1995

Номинации: «лучшая мужская роль» («Почтальон»), «лучший адаптированный сценарий» («Почтальон»)